# Íñigo Quintero
Íñigo Quintero Dolz del Castellar, mieux connu sous l'appellation de Íñigo Quintero, est un chanteur espagnol né à La Corogne, en Galice, le 12 décembre 2001. Sa première chanson diffusée, Si No Estás, sortie le 22 septembre 2022, est numéro un en Espagne. Mais il attend plus d'un an avant de connaître le succès dans les autres pays. Il cumule 5,7 millions d'écoutes en une seule journée le 24 octobre 2023.